# Мамурра
Марк Вітрувій Мамурра (лат. Marcus Vitruvius Mamurra; д/н —після 45 до н. е.) — військовий і цивільний інженер часів занепаду Римської республіки.

## Життєпис
Ймовірно походив з роду вершників Вітрувіїв з міста Формія. Син Марка Мамурри, цивільного інженера. Замолоду перейняв родинну справу, навчався у батька. Розпочав самостійну діяльність за часів диктатури Луція Корнелія Сулли наприкінці 80-напочатку 70-х років до н. е. Завдяки вміню та хисту зумів скласти конкуренцію зі зведення будівель та цивільних об'єктів з грецькими та єгипетськими інженерами та архітекторами, яких запрошували римські нобілі й патриції.
У 64 році до н. е. разом Луцієм Корнелієм Бальбом призначається префектом майстрових або інженерів (praefectus fabrum) у війську Гнея Помпея Магна під час III Мітридатової війни. Разом з Бальбом Мамурра відповідав за матеріальну та інженерно-технічну частину римського війська. В ході східного походу заробивзначні статки.
По поверненню до Риму у 62 році до н. е. прийняв пропозицію Гая Юлія Цезаря, ставши префектом майстрових (інженерів) під час іспанського намісництва того. Потім очолив усі інженерні служби під час Галльської війни у 58-50 роках до н. е. Вважається, що саме Маммура був автором мосту через Рейн, по якому Цезар вперше серед римлян перетнув цю річку у 55 році до н. е.
У 54 році до н. е. спроектував новий тип корабля напередодні другого походу до Британії, чим сприяв новому успіху римського війська. У 52 році до н. е. розробив подвійне охоплення табору повсталих галлів на чолі із Верцингеторіксом, завдяки чому також Цезар здобув блиску перемогу під Алезією.
Усі інженерні звитяги Марка Вітрувія Мамурри були щедро нагороджені Цезарем, зробивши того надзвичайно багатим. В подальшому у 49 році до н. е. підтримав Цезаря під час громадянської війни з Помпеєм.
Намагання Мамурри увійти до римської еліти були безуспішними, яка негативно поставилася до вискочення. Це відбразилося у віршах поета Катулла, який звів на Мамурри численні наклепи. У відповідь той на видному місці, на Целійському пагорбі, спорудив розкішний палац з найдорожчого евбейського (каристського) і каррарського (lunensis) мармура. Саме Мамурра вперше знайшов каррарський мармур й започаткував його використання. Цей умисний виклик нобілітету доставив багато неприємностей Гаю Цезарю, який 45 року до н. е. віддалив від себе Мамурру, наблизивши Бальба. Після цього Маммура отримав призначення до провінції Африка, проте коло його повноважень невідомо. Тут зумів скупити значні маєтності. Рід Маммури володів ними до часів імператора Нерона.
Помер Марк Маммура десь за часів Октавіана Августа, проте достеменно невідомо.